# Frankie Jonas
Franklin Nathaniel Jonas, bolje poznan kot Frankie Jonas, ameriški filmski in televizijski igralec ter pevec, *28. september 2000, Wyckoff, New Jersey, Združene države Amerike. Ima stransko vlogo v Disneyjevi televizijski seriji JONAS. Njegovi starejši bratje, Nick, Joe in Kevin Jonas so glavni člani pop rock glasbene skupine, imenovane Jonas Brothers. Frankie Jonas je najbolje poznan zaradi slave svojih starejših bratov in zaradi njegove vloge v animiranem filmu Ponyo, kjer ima poleg Noah Cyrus, mlajše sestre Miley Cyrus, glavno vlogo.

## Zgodnje in zasebno življenje
Franklin Nathaniel Jonas se je rodil 28. septembra 2000 v Wyckoff, New Jersey, Združene države Amerike kot četrti in zadnji sin Denise, bivše učiteljice jezikov in pevke ter Paula Kevina Jonasa st., tekstopisca, glasbenika in bivšega posvečenega ministra in pastorja Apostolske cerkve. Ima tudi tri starejše brate, ki jim je ime Nicholas Jerry »Nick« Jonas (roj. 1992), Joseph Adam Jonas (roj. 1989) in Paul Kevin Jonas II. (roj. 1987). Vsi trije so glavni člani ameriške pop rock glasbene skupine po imenu Jonas Brothers.
Frankie Jonas je velik oboževalec nogometa: je član nogometnega moštva, imenovanega Jr. Hornets, za svoje najljubše nogometno moštvo pa je označil moštvo New York Yankees.
Tudi sam je ustvaril svoj band, ki ga je poimenoval Hollywood Shakeup.
On in njegovi bratje imajo italijanske, nemške in irske korenine (ena izmed njihovih babic je Irka).
Včasih Frankieja Jonasa javnost imenuje tudi kot »Bonus Jonas« ali »Frank the Tank«.

## Kariera
Frankie Jonas je s svojo igralsko kariero začel v starosti sedem let, ko je poleg svojih bratov Nicka, Joeja in Kevina Jonasa dobil vlogo Frankieja Lucasa v Disneyjevi televizijski seriji JONAS. Serija se je prvič predvajala 2. maja 2009, Frankie Jonas pa je v njej igral vse do leta 2009. Za svojo vlogo Frankieja Jonasa je leta 2009 prejel nagrado Teen Choice Awards v kategoriji za »najboljši preboj novega moškega zvezdnika«.
V letu 2009 je Frankie Jonas dobil svojo prvo vlogo, ki ni bila povezana z brati. Glas je namreč posodil glavnemu junaku, Sōsukeu, v japonskem animiranem filmu Hayaoa Miyazakija Ponyo, ki postane prijatelj z mlado ribico po imenu Ponyo (glas ji je posodila Noah Cyrus, mlajša sestra Miley Cyrus), ki si želi postati prava človeška deklica. Skupaj z Noah Cyrus je posnel tudi pesem za film, imenovano Ponyo Theme Song. Film je v Združenih državah Amerike izšel 14. avgusta 2009.
Sicer je leta 2009 Frankie Jonas igral tudi v televizijskih delih svojih bratov in sicer v kratki resničnostni televizijski seriji, imenovani Jonas Brothers: Living the Dream, ki je spremljala življenje njegovih bratov med njihovo turnejo Look Me in the Eyes Tour, in v televizijskemu filmu Jonas Brothers: The 3D Concert Experience, 3D koncertnem filmu. 28. julija se je pojavil tudi v epizodi televizijske serije Entertainment Tonight.
Skupaj z brati ga bomo lahko leta 2010 videli v nadaljevanju filma iz leta 2008, Camp Rock, ki so ga naslovili kot Camp Rock: The Final Jam. Nick, Joe in Kevin Jonas pa bodo skupaj s Frankiejem posneli tudi filmsko upodobitev romana Walter the Farting Dog, ki naj bi premiero doživel leta 2010.

## Filmografija
| Filmi                        | Filmi                                     | Filmi         | Filmi                     |
| Leto                         | Naslov                                    | Vloga         | Opombe                    |
| ---------------------------- | ----------------------------------------- | ------------- | ------------------------- |
| 2008                         | Ponyo                                     | Sōsuke        | Animirani film; samo glas |
| 2009                         | Jonas Brothers: The 3D Concert Experience | On            |                           |
| 2010                         | Camp Rock: The Final Jam                  |               |                           |
| 2010                         | Walter the Farting Dog                    |               |                           |
| Televizija                   |                                           |               |                           |
| Leto                         | Naslov                                    | Vloga         | Opombe                    |
| 2007–2009                    | JONAS                                     | Frankie Lucas | Stranska vloga            |
| 2009                         | Jonas Brothers: Living the Dream          | On            |                           |
| Stranski televizijski pojavi |                                           |               |                           |
| Leto                         | Naslov                                    | Vloga         | Opombe                    |
| 2009                         | Entertainment Tonight                     | On            | Epizoda 28. julija 2009   |

## Diskografija
- Ponyo Theme Song - skupaj z Noah Cyrus

## Nagrade in nominacije
| Leto | Nagrada           | Kategorija                                | Delo  | Rezultat |
| ---- | ----------------- | ----------------------------------------- | ----- | -------- |
| 2009 | Teen Choice Award | Najboljši preboj novega moškega zvezdnika | JONAS | Prejel   |